# 846
846 (DCCCXLVI) fue un año común comenzado en viernes del calendario juliano, en vigor en aquella fecha.

## Acontecimientos
- Los Moros temporalmente recapturan León.
- Agosto: Se produce el saqueo de Roma a manos de piratas árabes.
- Xuanzong II succede a Wuzong como emperador de China.
- Galicia - Segunda invasión normanda. Es arrasada Iria Flavia.

## Nacimientos
- 1 de noviembre - Luis II de Francia, rey de Francia Occidental (murió en 879)
- 6 de diciembre - Hasan al-Askari, imán chií (murió en 874)